# NK SAŠK Napredak Sarajevo
NK SAŠK Napredak hrvatski je nogometni klub iz Sarajeva, Bosna i Hercegovina. Klub je dijelom HKD-a Napredak. Trenutačno se natječe u Drugoj ligi FBiH – Centar. Bio je najuspješniji nogometni klub u Bosni i Hercegovini do kraja Drugog svjetskog rata. SAŠK, banjalučki Krajišnik i sarajevska Slavija bili su jedini klubovi iz Bosne i Hercegovine koji su igrali u prvenstvu Kraljevine SHS/Jugoslavije.
Utakmice igra na stadionu Doglodi u Doglodima.

## Povijest
Povijest nogometa u Sarajevu počinje proljećem 1908. kada su Tuzlaci Stevo Jokanović, Fedor Lukač i Emil Najšul, ujedno i učenici sarajevske Realne gimnazije, posjetili Zagreb odakle su donijeli prvu loptu. U Sarajevu su osnovali tajni, neslužbeni sportski klub koji je kasnije dobio ime Srednješkolski sport klub. Prvobitno su trenirali u središnjem dijelu grada, blizu današnjeg Fiskulturnog doma. Kasnije se sele na Sarajevsko polje (današnja Čengić Vila). Prvi trener bio je Karl Harmer, koji je prethodne godine stekao svoj jedini nastup za austrijsku reprezentaciju. Harmer je tada obavljao svoju obaveznu vojnu službu. Budući da tada nije bilo drugih nogometnih klubova u Sarajevu, igrači kluba igrali su međusobno jedni protiv drugih. Prva službena utakmica odigrana je protiv austrijskih vojnika smještenih u Sarajevu. Kasnije su igrači kluba otputovali u Split gdje su igrali protiv ondašnjeg Hajduka. Neznajući ime protivnika, Splićani su u najavama utakmice nadjenuli klubu ime Osman. Domaćin je u prvoj utakmici dobio 4:1, a u drugoj je izgubio 1:2. Osman je 1912. igrao dvije prijateljske utakmice sa zagrebačkim HAŠK-om u Sarajevu. Osman je u prvom susretu pobijedio sa 6:4, dok je u drugom remizirao s 2:2. U narednom razdoblju dolazi do nastanka novih klubova u Sarajevu. Sarajevski Hrvati osnivaju SAŠK 1913. godine, muslimani Ahil, Židovi klubove Barkohba i Hakoah, dok Osman prvo mijenja ime u Srpski sport klub (SSK), a zatim 1921. u današnje ime Slavija. Taj klub i SAŠK bili su veliki rivali.
Tri godine prije osnutka SAŠK-a, Frico Plaček, Đuro Novotni i Nedžad Sulejmanović osnovali su tijekom ljeta 1910. Hrvatski ŠK. U Hrvatskom ŠK postojali su sekcije za atletiku, klizanje, mačevanje, nogomet, planinarstvo i sanjkanje. Izbijanjem Prvog svjetskog rata 1914., većina članova Hrvatskog ŠK stupila je u vojsku te je klub, kao i druga društva, raspušten. Tijekom proljeća 1918. odobrena je obnova rada Hrvatskom ŠK.
Prvo nogometno prvenstvo u Bosni i Hercegovini bilo je prvenstvo Sarajevskog nogometnog podsaveza. Te godine, 1920., održana su dva prvenstva. U prvom prvenstvu sudjelovalo je 5 klubova, od kojih su svi bili iz Sarajeva. Hrvatski ŠK tada je završio na 2. mjestu, iza Hajduka. U drugom prvenstvu te godine Hrvatski ŠK je bio prvak.
Zbog nacionalnog imena, klub je bio prisiljen promijeniti ime. Preimenovan je 20. ožujka 1921. u Sarajevski amaterski športski klub (skraćeno SAŠK). Od tada je klub isključivo nogometni klub. Planinari su 10. prosinca 1921. osnovali Družtvo planinara u Bosni i Hercegovini, nasljednika Bos.-Herceg. Touristenklub in Sarajevo ukinutog 1914. Hazenaška sekcija osnovana je 1921.
Protiv SAŠK-a je svoju prvu utakmicu u povijesti odigrao 17. rujna 1921. sarajevski Željezničar i pritom izgubio 1:5.
SAŠK je od 1921./22. do 1927./28. sedam sezona zaredom bio prvak Sarajevskog nogometnog podsaveza. Godine 1923. SAŠK je bio finalist prvog izdanja prvenstva Kraljevine SHS. U četvrtfinalu igrao je 4:3 sa splitskim Hajdukom, 4:3 s beogradskom Jugoslavijom u polufinalu te je u finalu izgubio 4:2 od zagrebačkog kluba Građanski. U sljedećem izdanju ljubljanska Ilirija izgubila je 1:3 od SAŠK-a u četvrtfinalu. SAŠK je eliminiran u polufinalu izgubivši 1:6 od splitskog Hajduka. SAŠK je u iduća dva izdanja prvenstva ispao u četvrtfinalu: 1925. izgubio je 6:0 od Građanskog, a 1926. 1:2 od splitskog Hajduka. U sezonama 1927. i 1928. uveden je ligaški format te je SAŠK ostvario 5., odnosno 4. mjesto.
Na klupskom igralištu u Kovačićima održana je 1925. proslava 1000. godišnjice Hrvatskog Kraljevstva.
U Saveznom kupu JNS-a 1930., drugom izdanju kupa, SAŠK je na putu do finala eliminirao podgorički klub Balšić, Hajduk Sarajevo, Građanski Osijek. U finalu je slavio subotički SAND.
Klupska boja 1932. bila je zeleno-bijela, a adresa Aleksandrova ulica 56/I.
SAŠK je posljednji put bio sudionik jugoslavenskog prvenstva u sezoni 1930./31. kada je završio na 5. mjestu. Bio je prvak Sarajevskog nogometnog podsaveza 1932./33., 1933./34., 1934./35., 1936./37., 1937./38. i 1938./39. Potonja sezona bila je zadnja klupska sezona u prvenstvu Sarajevskog nogometnog podsaveza. SAŠK je ostvario 5. mjesto u Hrvatsko-slovenskoj ligi 1939./40. i 7. mjesto u prvenstvu Banovine Hrvatske 1940./41.
Travanjskim ratom uspostavljena je NDH u čijem je sastavu bilo i Sarajevo. Tako je SAŠK 1941. završio na posljednjem, 9. mjestu. Kao prvoplasirana momčad skupine D u kojem su se natjecali bosanskohercegovački klubovi, SAŠK je 1942. ispao u polufinalu protiv zagrebačke Concordije. Iduće sezone SAŠK je bio prvoplasirani u skupini sa zeničkim Tomislavom i sarajevskim Gjerzelezom. Ponovno ga je eliminirala Concordia. Eliminiravši Borovo 1944., SAŠK je izborio finale zadnjeg nogometnog prvenstva NDH u kojem je trebao igrati protiv zagrebačkog HAŠK-a, no to finale nikada nije odigrano. Klub je ukinut 1945.
SAŠK je prije bio vlasnik dvaju više nepostojećih igrališta. Na igralištu u Kovačićima igrao je i Gjerzelez, dok su 
u Skenderiji također igrali Hajduk, Sarajevski ŠK i Slavija.
SAŠK je obnovljen 4. veljače 1995., a 15. travnja 1999. spaja se s NK Napredak (osnovan 17. prosinca 1994.) u NK SAŠK Napredak Sarajevo.
Od sezone 2001./02. klub je bio član 1. lige FBiH. Prije početka sezone 2011./12. SAŠK Napredak se fuzionirao s FK Famos. Novi klub ispada iz lige, a SAŠK Napredak se počinje natjecati u 1. županijskoj ligi SŽ. Tri puta su bili prvi u svojoj skupini županijske lige, ali nikada nisu slavili u doigravanju za ulazak u Drugu ligu FBiH – Centar. U sezoni 2014./15. od SAŠK Napretka bolja je bila momčad FK Bosna Sema rezultatom 2:0. U sezoni 2017./18. SAŠK Napredak je nakon osvajanja skupine županijske lige slavio u doigravanju protiv UNIS-a iz Vogošće 3:1 te se plasirao u Drugu ligu FBiH – Centar. Županijsku ligu ponovno osvaja u sezoni 2024./25. pobjedom od 2:0 nad Omladincem. Tom pobjedom vratio se u Drugu ligu FBiH – Centar.
Organizira malonogometni božićni turnir svake godine.

## Pregled plasmana po sezonama
| Sezona           | Rang | Liga                                                            | Plasman                  |
| ---------------- | ---- | --------------------------------------------------------------- | ------------------------ |
| 1920. (proljeće) | I.   | Prvenstvo Sarajevskog nogometnog podsaveza                      | 2.                       |
| 1920. (jesen)    | I.   | Prvenstvo Sarajevskog nogometnog podsaveza                      | 1.                       |
| 1920./21.        | I.   | Prvenstvo Sarajevskog nogometnog podsaveza                      | 2.                       |
| 1921./22.        | I.   | Prvenstvo Sarajevskog nogometnog podsaveza                      | 1.                       |
| 1922./23.        | I.   | Prvenstvo Sarajevskog nogometnog podsaveza                      | 1.                       |
| 1923.            | I.   | Prvenstvo Kraljevine SHS                                        | finale                   |
| 1923./24.        | I.   | Prvenstvo Sarajevskog nogometnog podsaveza                      | 1.                       |
| 1924.            | I.   | Prvenstvo Kraljevine SHS                                        | polufinale               |
| 1924./25.        | I.   | Prvenstvo Sarajevskog nogometnog podsaveza                      | 1.                       |
| 1925.            | I.   | Prvenstvo Kraljevine SHS                                        | četvrtfinale             |
| 1925./26.        | I.   | Prvenstvo Sarajevskog nogometnog podsaveza                      | 1.                       |
| 1926.            | I.   | Prvenstvo Kraljevine SHS                                        | četvrtfinale             |
| 1926./27.        | I.   | Prvenstvo Sarajevskog nogometnog podsaveza                      | 1.                       |
| 1927.            | I.   | Prvenstvo Kraljevine SHS                                        | 5.                       |
| 1927./28.        | I.   | Prvenstvo Sarajevskog nogometnog podsaveza                      | 1.                       |
| 1928.            | I.   | Prvenstvo Kraljevine SHS                                        | 4.                       |
| 1928./29.        | I.   | Prvenstvo Sarajevskog nogometnog podsaveza                      | 3.                       |
| 1929./30.        | I.   | Prvenstvo Sarajevskog nogometnog podsaveza                      | 2.                       |
| 1930./31.        | I.   | Prvenstvo Sarajevskog nogometnog podsaveza                      | istupio                  |
| 1930./31.        | I.   | Prednatjecanje za Prvenstvo Kraljevine Jugoslavije – II. grupa  | 2.                       |
| 1930./31.        | I.   | Prvenstvo Kraljevine Jugoslavije                                | 5.                       |
| 1931./32.        | I.   | Prvenstvo Sarajevskog nogometnog podsaveza                      | 2.                       |
| 1931./32.        | I.   | Prednatjecanje za Prvenstvo Kraljevine Jugoslavije – III. grupa | 4.                       |
| 1932./33.        | I.   | Prvenstvo Sarajevskog nogometnog podsaveza                      | 1.                       |
| 1932./33.        | I.   | Kvalifikacije za Prvenstvo Kraljevine Jugoslavije               | polufinale               |
| 1933./34.        | I.   | Prvenstvo Sarajevskog nogometnog podsaveza                      | 1.                       |
| 1933./34.        | I.   | Kvalifikacije za Prvenstvo Kraljevine Jugoslavije – III. grupa  | 3.                       |
| 1934./35.        | I.   | Prvenstvo Sarajevskog nogometnog podsaveza                      | 1.                       |
| 1935./36.        | I.   | Prvenstvo Sarajevskog nogometnog podsaveza                      | 2.                       |
| 1936./37.        | I.   | Prvenstvo Sarajevskog nogometnog podsaveza                      | 1.                       |
| 1936./37.        | I.   | Kvalifikacije za Prvenstvo Kraljevine Jugoslavije               | finale                   |
| 1937./38.        | I.   | Prvenstvo Sarajevskog nogometnog podsaveza                      | 1.                       |
| 1937./38.        | I.   | Kvalifikacije za Prvenstvo Kraljevine Jugoslavije – III. zona   | 1. kolo                  |
| 1938./39.        | I.   | Prvenstvo Sarajevskog nogometnog podsaveza                      | 1.                       |
| 1939./40.        | I.   | Hrvatsko-slovenska liga                                         | 5.                       |
| 1940./41.        | I.   | Prvenstvo Banovine Hrvatske                                     | 7.                       |
| 1941.            | I.   | Prvenstvo NDH                                                   | 9.                       |
| 1942.            | I.   | Prvenstvo NDH                                                   | polufinale               |
| 1943.            | I.   | Prvenstvo NDH                                                   | četvrtfinale             |
| 1944.            | I.   | Prvenstvo NDH                                                   | finale (nikad odigrano)  |
| 1995. – 2001.    | ???  | ???                                                             | ???                      |
| 2001./02.        | II.  | Prva liga Federacije BiH                                        | 7.                       |
| 2002./03.        | II.  | Prva liga Federacije BiH                                        | 10.                      |
| 2003./04.        | II.  | Prva liga Federacije BiH                                        | 10.                      |
| 2004./05.        | II.  | Prva liga Federacije BiH                                        | 4.                       |
| 2005./06.        | II.  | Prva liga Federacije BiH                                        | 5.                       |
| 2006./07.        | II.  | Prva liga Federacije BiH                                        | 4.                       |
| 2007./08.        | II.  | Prva liga Federacije BiH                                        | 8.                       |
| 2008./09.        | II.  | Prva liga Federacije BiH                                        | 8.                       |
| 2009./10.        | II.  | Prva liga Federacije BiH                                        | 5.                       |
| 2010./11.        | II.  | Prva liga Federacije BiH                                        | 11.                      |
| 2011./12.        | II.  | Prva liga Federacije BiH                                        | 14.                      |
| 2012./13.        | IV.  | 1. županijska liga Sarajevske županije                          | finale                   |
| 2013./14.        | IV.  | 1. županijska liga Sarajevske županije                          | finale                   |
| 2014./15.        | IV.  | 1. županijska liga Sarajevske županije                          | finale                   |
| 2015./16.        | IV.  | 1. županijska liga Sarajevske županije                          | polufinale               |
| 2016./17.        | IV.  | 1. županijska liga Sarajevske županije                          | finale                   |
| 2017./18.        | IV.  | 1. županijska liga Sarajevske županije                          | 1.                       |
| 2018./19.        | III. | Druga liga Federacije BiH – Centar                              | 14.                      |
| 2019./20.        | III. | Druga liga Federacije BiH – Centar                              | 13. (u trenutku prekida) |
| 2020./21.        | III. | Druga liga Federacije BiH – Centar                              | 16.                      |
| 2021./22.        | IV.  | 1. županijska liga Sarajevske županije – grupa A                | 3.                       |
| 2022./23.        | IV.  | 1. županijska liga Sarajevske županije – grupa B                | 4.                       |
| 2023./24.        | IV.  | 1. županijska liga Sarajevske županije – grupa A                | 4.                       |
| 2024./25.        | IV.  | 1. županijska liga Sarajevske županije – grupa A                | 1.                       |
| 2025./26.        |      | Druga liga FBiH – Centar                                        |                          |

## Vanjske poveznice
- Facebook